# Iothia lindbergi
Iothia lindbergi är en snäckart som beskrevs av J. H. McLean 1985. Iothia lindbergi ingår i släktet Iothia och familjen Lepetidae. Inga underarter finns listade i Catalogue of Life.